# Fältjulklapp
Idén med fältjulklapp introducerades i Sverige 1940 på initiativ av tidningen Social-Demokraten. Fältjulklappar skickades under andra världskriget och innebar att folk köpte någonting i julklapp åt en okänd svensk soldat eftersom många av de inkallade inte fick tala om för släkt och vänner var i Sverige de stationerats. Fältjulklapparna skickades sedan till Stockholm för distribution till trupperna.

### Fotnoter
1. ↑  ”Känner du igen luciorna på Konsum”. Arbetarbladet. 30 december 2013. http://www.arbetarbladet.se/slakt-o-vanner/kanner-du-igen-luciorna-pa-konsum. Läst 4 december 2016.